# Hydroglossum elegans
Hydroglossum elegans là một loài dương xỉ trong họ Lygodiaceae. Loài này được Steud. mô tả khoa học đầu tiên năm 1824.
Danh pháp khoa học của loài này chưa được làm sáng tỏ. 